# Archiwista (serial telewizyjny 1995)
Archiwista – polski serial, fabularyzowany dokument historyczny, z roku 1995 w reżyserii Andrzeja Trzosa-Rastawieckiego i z jego scenariuszem, częściowo barwny, po części czarno-biały.

## Fabuła
Syn zamordowanego archiwisty partyjnego z KC PZPR Jana Wagnera, nie wierzy, że jego ojciec zginął z powodu rabunku. Pragnie odnaleźć morderców. W trakcie prywatnego śledztwa znajduje nietypowy dokument: kasety z filmami zrealizowanymi przez ofiarę, które są pewnego rodzaju pamiętnikiem, a przy tym oskarżają władców PRL, ukazując najnowsze dzieje Polski, zbrukane zbrodniami dokonanymi przez tzw. „nieznanych sprawców” w czasie tragicznych wydarzeń historycznych.

## Obsada
- Sławomir Orzechowski
- Edward Skarga
- Izabela Kuna
- Andrzej Balcerzak
- Włodzimierz Bednarski
- Ewa Borowik
- Tomasz Dutkiewicz
- Bohdan Ejmont
- Krzysztof Gosztyła
- Mieczysław Hryniewicz
- Elżbieta Kijowska
- Aleksander Mikołajczak
- Dariusz Sikorski
- Robert Tondera
- Piotr Beluch
- Renata Berger
- Marcin Jędrzejewski
- Tadeusz Lempkowski
- Jerzy Lustyk
- Jerzy Moes
- Leopold Matuszczak
- Cezary Poks
- Robert Rogalski
- Halina Matuszczak
- M. Sobański

### Lektorzy
- Arkadiusz Bazak
- Włodzimierz Bednarski
- Tadeusz Borowski
- Wojciech Duryasz
- Aleksander Gawroński
- Tadeusz Hanusek
- Marek Kępiński
- Mariusz Leszczyński
- Leopold Matuszczak
- Aleksander Mikołajczak